# Budapest Trophy 2020
Budapest Trophy 2020 – drugie zawody łyżwiarstwa figurowego z cyklu Challenger Series 2020/2021. Zawody rozgrywano od 15 do 17 października 2020 roku w hali Vasas Jégcentrum w Budapeszcie.
Z powodu pandemii COVID-19 zawody należące do cyklu Challenger Series, w tym Budapest Trophy 2020, zostały wyłączone z możliwości zdobywania przez łyżwiarzy punktów do rankingu światowego (ang. World Standing). W związku z pandemią COVID-19 granice Węgier zostały zamknięte z dniem 1 września 2020 roku, jednak wytyczne węgierskiego rządu dopuściły, aby zagraniczni sportowcy występujący w zawodach i ich trenerzy zostali dopuszczeni do wjazdu na terytorium kraju po złożenia zaświadczenia zawierającego negatywny wynik na COVID-19 z badania wykonanego maksymalnie trzy dni przed zawodami.
W konkurencji solistów zwyciężył Włoch Daniel Grassl, zaś wśród solistek Belgijka Loena Hendrickx. W parach tanecznych triumfowali Ukraińcy Ołeksandra Nazarowa i Maksym Nikitin.

## Terminarz
| Data            | Godzina   | Konkurencja   | Segment          |
| --------------- | --------- | ------------- | ---------------- |
| 15 października | 15:42 CET | Soliści       | Program krótki   |
| 15 października | 17:13 CET | Solistki      | Program krótki   |
| 16 października | 15:15 CET | Soliści       | Program dowolny  |
| 16 października | 19:03 CET | Pary taneczne | Taniec rytmiczny |
| 17 października | 16:31 CET | Solistki      | Program dowolny  |
| 17 października | 20:03 CET | Pary taneczne | Taniec dowolny   |

## Rekordy świata
| Rekordy świata (GOE±5) na moment rozpoczęcia zawodów (stan na 15 października 2020): | Rekordy świata (GOE±5) na moment rozpoczęcia zawodów (stan na 15 października 2020): | Rekordy świata (GOE±5) na moment rozpoczęcia zawodów (stan na 15 października 2020): | Rekordy świata (GOE±5) na moment rozpoczęcia zawodów (stan na 15 października 2020): | Rekordy świata (GOE±5) na moment rozpoczęcia zawodów (stan na 15 października 2020): | Rekordy świata (GOE±5) na moment rozpoczęcia zawodów (stan na 15 października 2020): |
| Konkurencja                                                                          | Segment                                                                              | Zawodnicy                                                                            | Punkty                                                                               | Zawody                                                                               | Data                                                                                 |
| ------------------------------------------------------------------------------------ | ------------------------------------------------------------------------------------ | ------------------------------------------------------------------------------------ | ------------------------------------------------------------------------------------ | ------------------------------------------------------------------------------------ | ------------------------------------------------------------------------------------ |
| Soliści                                                                              | Nota łączna                                                                          | Nathan Chen                                                                          | 335,30                                                                               | Finał Grand Prix 2019                                                                | 7 grudnia 2019                                                                       |
| Soliści                                                                              | Program dowolny                                                                      | Nathan Chen                                                                          | 224,92                                                                               | Finał Grand Prix 2019                                                                | 7 grudnia 2019                                                                       |
| Soliści                                                                              | Program krótki                                                                       | Yuzuru Hanyū                                                                         | 111,82                                                                               | Mistrzostwa czterech kontynentów 2020                                                | 7 lutego 2020                                                                        |
| Solistki                                                                             | Nota łączna                                                                          | Alona Kostornoj                                                                      | 247,59                                                                               | Finał Grand Prix 2019                                                                | 7 grudnia 2019                                                                       |
| Solistki                                                                             | Program dowolny                                                                      | Aleksandra Trusowa                                                                   | 166,62                                                                               | Skate Canada International 2019                                                      | 26 października 2019                                                                 |
| Solistki                                                                             | Program krótki                                                                       | Alona Kostornoj                                                                      | 85,45                                                                                | Finał Grand Prix 2019                                                                | 6 grudnia 2019                                                                       |
| Pary taneczne                                                                        | Nota łączna                                                                          | Gabriella Papadakis / Guillaume Cizeron                                              | 226,61                                                                               | NHK Trophy 2019                                                                      | 23 listopada 2019                                                                    |
| Pary taneczne                                                                        | Taniec dowolny                                                                       | Gabriella Papadakis / Guillaume Cizeron                                              | 136,58                                                                               | NHK Trophy 2019                                                                      | 23 listopada 2019                                                                    |
| Pary taneczne                                                                        | Taniec rytmiczny                                                                     | Gabriella Papadakis / Guillaume Cizeron                                              | 90,03                                                                                | NHK Trophy 2019                                                                      | 22 listopada 2019                                                                    |

## Wyniki

### Soliści
| Poz. | Zawodnicy         | Nota łączna | SP | SP    | FS | FS     |
| ---- | ----------------- | ----------- | -- | ----- | -- | ------ |
| 1    | Daniel Grassl     | 233,04      | 1  | 82,27 | 1  | 150,77 |
| 2    | Burak Demirboğa   | 213,39      | 4  | 70,89 | 2  | 142,50 |
| 3    | Aleksandr Selevko | 204,88      | 3  | 71,55 | 5  | 133,33 |
| 4    | Başar Oktar       | 202,17      | 5  | 68,16 | 4  | 134,01 |
| 5    | Maurizio Zandron  | 200,80      | 2  | 71,78 | 6  | 129,02 |
| 6    | Iwan Szmuratko    | 200,74      | 6  | 60,14 | 3  | 140,60 |
| 7    | Jari Kessler      | 176,13      | 7  | 59,06 | 8  | 117,07 |
| 8    | Larry Loupolover  | 173,39      | 9  | 54,92 | 7  | 118,47 |
| 9    | András Csernoch   | 171,46      | 8  | 56,88 | 9  | 114,58 |
| 10   | Máté Böröcz       | 123,60      | 11 | 44,88 | 10 | 78,72  |
| 11   | Marco Klepoch     | 110,39      | 10 | 45,72 | 11 | 64,67  |

### Solistki
| Poz. | Zawodnicy                | Nota łączna | SP | SP    | FS  | FS     |
| ---- | ------------------------ | ----------- | -- | ----- | --- | ------ |
| 1    | Loena Hendrickx          | 198,87      | 1  | 72,18 | 1   | 126,69 |
| 2    | Eva-Lotta Kiibus         | 184,27      | 2  | 65,37 | 2   | 118,90 |
| 3    | Ałеksandra Fеjgin        | 172,68      | 3  | 60,90 | 3   | 111,78 |
| 4    | Júlia Láng               | 166,55      | 4  | 58,20 | 4   | 108,35 |
| 5    | Daša Grm                 | 152,07      | 5  | 53,75 | 6   | 98,32  |
| 6    | Ivett Tóth               | 146,66      | 6  | 48,83 | 7   | 97,83  |
| 7    | Emilea Zingas            | 144,21      | 7  | 46,86 | 8   | 97,75  |
| 8    | Regina Schermann         | 143,48      | 9  | 46,49 | 9   | 96,99  |
| 9    | Kristina Škuleta-Gromova | 141,56      | 11 | 42,36 | 5   | 99,20  |
| 10   | Güzide Irmak Bayır       | 127,62      | 10 | 42,78 | 10  | 84,84  |
| 11   | Antonina Dubinina        | 124,01      | 8  | 46,56 | 12  | 77,45  |
| 12   | Marilena Kitromilis      | 116,30      | 14 | 33,10 | 11  | 83,20  |
| 13   | Sinem Kuyucu             | 115,33      | 12 | 42,24 | 13  | 73,09  |
| WD   | Natalie Klotz            | DNF         | 13 | 40,55 | DNF | DNF    |

### Pary taneczne
| Poz. | Zawodnicy                            | Nota łączna | RD | RD    | FD | FD     |
| ---- | ------------------------------------ | ----------- | -- | ----- | -- | ------ |
| 1    | Ołeksandra Nazarowa / Maksym Nikitin | 178,97      | 1  | 71,75 | 1  | 107,22 |
| 2    | Katharina Müller / Tim Dieck         | 164,99      | 3  | 62,23 | 2  | 102,76 |
| 3    | Sasha Fear / George Waddell          | 152,34      | 2  | 62,69 | 3  | 89,65  |